# Platypalpus valens
Platypalpus valens är en tvåvingeart som beskrevs av Axel Leonard Melander 1928. Platypalpus valens ingår i släktet Platypalpus och familjen puckeldansflugor. Inga underarter finns listade i Catalogue of Life.